# Skyshield
Skyshield est un système de conduite de tir de défense antiaérienne et de défense antimissile à courte portée (Short range air defense) fabriqué par Oerlikon Contraves.

## Description
Skyshield constitue l'évolution du système radar Skyguard. Il peut mettre en œuvre le canon antiaérien de 35 mm Oerlikon Millennium qui constitue lui-même l'évolution de l'Oerlikon 35 mm, ainsi qu'un radar de conduite de tir et un groupe de missile surface-air à courte portée.

## Utilisateurs
- Allemagne. Le système "Nächstbereichschutzsystem MANTIS" allemand acquis par la Bundeswehr en 2011, est basé sur ce système.
- Indonésie[2]
- Afrique du Sud. Livraison du système Skyshield en 2015, mise à niveau des Oerlikon 35 mm pour tirer la munition AHEAD.
- Algérie. Utilisé par les Forces de défense aérienne du territoire
- Ukraine[3],[4]